# Rise and Fall
Rise and Fall ist das zweite Studioalbum der deutschen Pop-Rock-Band Stanfour. Es erschien am 4. Dezember 2009 bei Vertigo Records und erreichte die Top-10 der deutschen Charts.

## Hintergrund
Stanfour erhielt eine Goldene Schallplatte für 100.000 verkaufte Einheiten; das Album wurde ihr erfolgreichstes. Es wurde im bandeigenen Studio auf der nordfriesischen Insel Föhr produziert, wo Stanfour beheimatet ist. Die erfolgreichste Single der Band, die Auskopplung Wishing You Well, erreichte ebenso wie das Album die Top 10 der deutschen Charts. Das Stück Tired Again wurde für den Soundtrack des Kinofilms Zweiohrküken verwendet. Stanfour nahm für Schleswig-Holstein am Bundesvision Song Contest 2010 teil und belegten mit dem Stück Sail On den 7. Platz. Der Song Life without You wurde von dem Songwriter und OneRepublic-Sänger Ryan Tedder geschrieben.

## Titelliste
1. Wishing You Well – 3:54
2. Sail On – 4:06
3. Life without You (feat. Esmée Denters) – 3:53
4. Say You Care – 4:27
5. Tired Again – 3:49
6. Face to Face – 3:28
7. Take Me or Leave Me – 3:07
8. Bittersweet – 3:42
9. Stars – 4:11
10. I’ll Wait for You – 3:42
11. Everything Has Changed – 5:45

## Rezeption
Maximilian Nitzke von cdstarts.de kritisierte das Album als „zweite Wahl“: „Alles durchaus hörbar, aber keines der Lieder drängt sich auf, im Gedächtnis der Hörer verweilen zu wollen.“ Pooltrax.de bezeichnete das Album als „ordentliches Werk“. „Es kann mit dem Debütalbum mehr als nur mithalten und kann auch den internationalen Erfolg bringen.“ computerbild.de vergab die Wertung „überzeugend.“ „Hinter all den Coldplay-Pianos, epischen U2-Gitarren, sorgfältig den Sound abrundenden Synthies und all der wohldosierten Emotion von Sänger Konstantin Rethwisch stecken eben doch ein ums andere Mal wirklich gute und eingängige Songs.“

## Chartplatzierungen

### Album
| ChartsChartplatzierungen | Höchstplatzierung | Wochen |
| ------------------------ | ----------------- | ------ |
| Deutschland (GfK)        | 9 (43 Wo.)        | 43     |
| Österreich (Ö3)          | 36 (9 Wo.)        | 9      |
| Schweiz (IFPI)           | 20 (17 Wo.)       | 17     |

### Singles
| Jahr | Titel Album                          | Höchstplatzierung, Gesamtwochen, AuszeichnungChartplatzierungen (Jahr, Titel, Album, Platzierungen, Wochen, Auszeichnungen, Anmerkungen) | Höchstplatzierung, Gesamtwochen, AuszeichnungChartplatzierungen (Jahr, Titel, Album, Platzierungen, Wochen, Auszeichnungen, Anmerkungen) | Höchstplatzierung, Gesamtwochen, AuszeichnungChartplatzierungen (Jahr, Titel, Album, Platzierungen, Wochen, Auszeichnungen, Anmerkungen) | Anmerkungen                                                  | [↑]: gemeinsam behandelt mit vorhergehendem Eintrag; [←]: in beiden Charts platziert |
| Jahr | Titel Album                          | DE | AT | CH | Anmerkungen                                                  |                                                                                      |
| ---- | ------------------------------------ | --- | --- | --- | ------------------------------------------------------------ | ------------------------------------------------------------------------------------ |
| 2009 | Wishing You Well Rise and Fall       | DE10 (28 Wo.)DE | AT31 (12 Wo.)AT | CH48 (7 Wo.)CH | Erstveröffentlichung: 24. November 2009                      |                                                                                      |
| 2010 | Life Without You Rise and Fall       | DE25 (18 Wo.)DE | AT49 (6 Wo.)AT | CH58 (3 Wo.)CH | Erstveröffentlichung: 25. Mai 2010 feat. Esmée Denters       |                                                                                      |
| 2010 | Sail On Rise and Fall                | DE52 (3 Wo.)DE | — | — | Erstveröffentlichung: 14. September 2010                     |                                                                                      |
| 2010 | Sail On (Remix) Rise and Fall[DE: ↑] | DE52 (3 Wo.)DE | — | — | Erstveröffentlichung: 14. September 2010 feat. Itchino Sound |                                                                                      |